# Dead Pixels
Dead Pixels est une série télévisée britannique en douze épisodes de 25 minutes créée par Jon Brown et diffusée entre le 28 mars 2019 et le 16 février 2021 sur E4, et aux États-Unis à partir du 18 août 2020 sur le réseau The CW.
En France et en Suisse, elle est diffusée depuis le 22 janvier 2021 sur Canal+. Elle reste inédite dans les autres pays francophones.
Elle raconte l'obsession de trois amis, Meg, Nicky et Usman, pour un MMORPG dénommé Kingdom Scrolls.

## Synopsis
Meg, Nicky et Usman sont obsédés par le jeu de rôle massivement multijoueur Kingdom Scrolls, un monde virtuel magique peuplé de créatures fantastiques et de sorciers.
Meg fait découvrir le jeu à son nouveau collègue de bureau, Russell, et pour s'en rapprocher, elle propose de l'intégrer dans son trio de gamers, au grand dam de ses deux compagnons de jeu.

## Distribution

### Acteurs principaux
- Alexa Davies (en) : Megan « Meg » Jefferies
- Will Merrick : Nicholas « Nicky » Kettle
- Sargon Yelda : Usman
- Charlotte Ritchie : Alison
- David Mumeni : Russell

### Acteurs récurrents
- Noush Skaugen : Zara
- Rose Matafeo : Daisy (saison 2)
- Al Roberts : DVT (saison 2)
- Shaq B Grant : Greg (saison 2)

## Production

### Développement
La série est issue de la série Avatards, diffusée sur le site de Channel 4 en 2016.
Les créateurs de la série souhaitaient créer un portrait équilibré de la vie des gamers, Jon Brown et Al Campbell (respectivement créateur et réalisateur de la série) étant décrits comme de grands consommateurs de jeux vidéo.
En juillet 2019, E4 renouvelle le programme pour une seconde saison, initialement destinée à être diffusée au printemps 2020 mais reportée au 26 janvier 2021 en raison de la pandémie de covid-19.

### Fiche technique
Sauf indication contraire, les informations mentionnées dans cette section peuvent être confirmées par la base de données cinématographiques IMDb,  présente dans la section « Liens externes ».
- Titre original : Dead Pixels
- Réalisation : Al Campbell (saison 1), Jamie Jay Johnson (saison 2)
- Scénariste : Jon Brown
- Producteurs : Matthew Mulot, Tanya Qureshi (saison 2)
- Producteurs exécutifs : Jesse Armstrong, Sam Bain, Phil Clarke, Matthew Mulot, Jon Brown
- Société(s) de production : Various Artists Limited, Channel 4
- Société(s) de distribution : BBC Studios (Royaume-Uni), The CW (États-Unis)
- Pays d'origine : Grande-Bretagne
- Langue originale : anglais
- Format : couleur
- Genre : comédie
- Durée : 30 minutes
- Classification  : 
  - France : 12
  - Russie : 16+
  - Royaume-Uni : 15
  - États-Unis : TV-14

## Épisodes

### Première saison (2019)
1. Bears
2. Tanadaal
3. Betrothal
4. Big Nose
5. Patricide
6. Hive-Mother

### Deuxième saison (2020)
1. Crates
2. The Chair
3. Mission
4. Raid Boss
5. Healthy Balance
6. Flanks/Yams

## Accueil
Dans The Guardian, la série est décrite comme 'incroyablement divertissante' (« wickedly entertaining ») tout en étant 'la plus pointue de 2019' ('the sharpest new sitcom of 2019').
Dans Le Monde, Dead Pixels est considéré comme le pendant anglais de la série Mythic Quest : Le Festin du Corbeau, diffusé par Apple TV+ en 2020.
Pour Les Inrockuptibles, « Dead Pixels déborde d’énergie comique et se joue des frontières qui séparent réel et virtuel ».
La série obtient
- 7,4/10 sur IMDB (3158 critiques)[7]
- 3,5 étoiles sur 5 sur Allociné (41 notes)[8]
- 73 % sur Rotten Tomatoes (11 critiques spectateurs)[9]

## Diffusion
La série est diffusée depuis le 28 mars 2019 sur E4 au Royaume-Uni.
En mai 2020, The CW obtient les droits de diffusion aux États-Unis. Initialement prévue pour l'automne 2020, la série est avancée à l'été 2020 pour voir sa première diffusion dès le 18 août.
Elle est diffusée en France et en Suisse sur la chaine Canal+ depuis le 22 janvier 2021.
- Version française
  - Société de doublage : Nice Fellow
  - Adaptation des dialogues : Alexis Faradi, Celia Poma